# Glossobalanus crozieri
Glossobalanus crozieri är en djurart som tillhör fylumet svalgsträngsdjur, och som beskrevs av van der Horst 1924. Glossobalanus crozieri ingår i släktet Glossobalanus och familjen Ptychoderidae. Inga underarter finns listade i Catalogue of Life.